# Corey Linsley
(en) Statistiques sur pro-football-reference
Corey Michael Linsley, né le 27 juillet 1991 à Youngstown (Ohio), est un joueur américain de football américain évoluant au poste de centre. Depuis 2021, il joue avec la franchise des Chargers de Los Angeles en National Football League (NFL).